# Pilea orientalis
Pilea orientalis är en nässelväxtart som beskrevs av Julius Sterling Morton. Pilea orientalis ingår i släktet pileor, och familjen nässelväxter. Inga underarter finns listade i Catalogue of Life.